# Desmond Plet
Desmond Plet (2 november 1981) is een Surinaams politicus en bestuurder. Hij was in 2004 de eerste ondervoorzitter van het Nationaal Jeugdparlement. Hij is actief lid voor de politieke partij Democratie en Ontwikkeling in Eenheid (DOE).

## Biografie
Plet is afkomstig uit het ressort Latour (Paramaribo). In 2004 werd hij gekozen in het nieuw opgerichte Nationaal Jeugdparlement (NJP). Tijdens de eerste vergadering op 6 november werd hij geïnstalleerd als ondervoorzitter. Deze rol kreeg hij toebedeeld als op een na oudste in jaren, zoals het reglement van orde dat bepaalt. Rayen Vyent, de oudste in jaren, werd benoemd tot voorzitter. Ze bleven twee weken aan in deze functie om de verkiezingen voor deze twee rollen in het parlement te organiseren. Hij werd opgevolgd door Mitesh Bhaggoe. Tijdens zijn termijn tot 2007 was hij lid van de commissies 'Onderwijs en Ontwikkeling' en 'Sport en Recreatie'. Van de laatste was hij voorzitter en als zodanig verantwoordelijk voor de eerste sport- en recreatiebeurs van het NJP.
Twee jaar later sloot hij zich aan bij de politieke partij Democratie en Ontwikkeling in Eenheid (DOE). Tijdens de parlementsverkiezingen van 2010 stond hij op nummer 3 van de lijst van DOE voor Paramaribo. Zijn debatstijl sprak het publiek aan, dat hem als tweede uitriep na het eerste televisiedebat. Hij werd echter voor vervolgdebatten uitgesloten. DOE behaalde tijdens de verkiezingen één zetel in De Nationale Assemblée (DNA) die door Carl Breeveld werd ingevuld. In 2015 was hij campagneleider voor DOE en stond hij op nummer 2 van de lijst van Paramaribo.
Plet werkte tot 2010 op het directoraat Sportzaken van het ministerie van Onderwijs en Volksontwikkeling en vervolgens voor het nieuw opgerichte ministerie voor Sport- en Jeugdzaken. Hij is betrokken (geweest) bij de Stichting tot Ontwikkeling van de Sport in Suriname (Sosis) en Sports Heart Promotion (SHP), en in 2011 bij de organisatie van het Centraal Toernooi van Sporten voor Staatsbedrijven (CTSS) en de Sport- en Jeugdbeurs. Begin jaren 2010 was hij directeur van Stichting Rumas die ontspoorde jongens opvangt. Rond 2013 was hij voorzitter van de houtplantage Prosperité (Bersaba).